# ドコモ ドライブネット
ドコモ ドライブネットとは、NTTドコモのスマートフォンやタブレット端末、データ通信機能が搭載されているカーナビゲーションで渋滞情報、駐車場満空、ガソリンスタンド価格情報など常に最新の情報を利用するためのサービスである。2021年9月30日にサービス終了した。

## 概要
このサービスはGoogle マップのようにサーバー上の地図を表示するのではなく、スマートフォンなどのストレージに地図情報をインストールすることで、電波の届かない場所でもカーナビとほぼ同様の動作を行うことが可能となる。
パイオニアやNTTドコモからスマートフォン専用・タブレット専用のクレードルが発売されており、クレードルに搭載されたジャイロ機能により、トンネルなどGPSの届かない場所でもナビゲーションを行うことが可能となる。
またスマートフォンの他にも、パイオニア製のカロッツェリア専用のUSBデータ通信端末やパナソニック製のGorillaといったカーナビゲーション専用の端末でもサービスをうけることができる。
地図更新は1ヶ月ごとに無料でされる。シティマップに関しては、Wi-Fiで地図をダウンロードしても、データ通信で取得する。（一部エリアではシティマップがサポートされていないエリアがある。）

## できる機能
- 駐車場満空情報
- グループ位置共有
- オービス・取締り情報
- 渋滞情報
- ガソリンスタンド価格情報
- 季節の情報

## 利用料金
300円+税/月となる。また上記カーナビゲーション端末では、ドライブネットプランと言われる専用プランが用意されている。